# Макдональд, Джон I (лорд Островов)
Джон I Макдональд (Джон Айлей) (гэльск. Eòin Mac Dòmhnuill or Iain mac Aonghais Mac Dhòmhnuill; ? — 1386) — глава клана Макдональд, правитель Островов (1318? — 1386), 1-й лорд Островов (1336—1386), лорд Гарморан (1346—1386) и Лохабер (1376—1386).

## Биография
Единственный сын правителя Островов, лорда Кинтайра и Гебридских островов Ангуса Ога (ум. ок. 1318) и Агнессы О’Катан.
В 1336 году шотландский король Эдуард Баллиоль утвердил за Джоном Макдональдом все владения его предков, приобретенные в правление Роберта I Брюса. Кроме того, Эдуард Баллиоль передал во владение Джону Макдональду земли Кинтайр, Напдейл, Гиа, Колонсей, Малл, Скай, Льюис и Морвен.
В 1343 году шотландский король Давид II Брюс утвердил за лордом Джоном Макдональдом все владения Макдональдов.
В 1346 году Джон Макдональд, женатый на Эми Макруари, унаследовал область Гарморан после смерти её брата Рагналла Макруари. Властителям Островов принадлежали Гебридские острова и все западное побережье от Морвена до озера Лох-Хорн.
Джон Макдональд заключил союз с Робертом Стюартом (будущим королём Шотландии Робертом II Стюартом), наследником короля Давида II Брюса. В 1346 году король Шотландии Давид II Брюс потерпел поражение от английской армии в битве при Невиллс-Кроссе и попал в английский плен. После пленения короля Роберт Стюарт стал фактическим правителем Шотландии к северу от реки Форт.
В 1350 году Джон Макдональд развелся со своей первой женой Эми Макруари и женился на Маргарет Стюарт, дочери своего союзника Роберта Стюарта, и получил в качестве приданого Напдейл и Кинтайр.
В 1346 году после пленения шотландского короля Давида Брюса и гибели Джона Рандольфа, 3-го графа Морея, в битве при Невиллс-Кроссе союзники Джон Макдональд и Роберт Стюарт подчинили своей власти большое графство Морей. Макдональды получили графство Лохабер, а Стюарты — графство Баденох.
В 1357 году шотландский король Давид Брюс вернулся из английского плена на родину и заявил о своих претензиях на Морейское графство. В 1369 году король прибыл в город Инвернесс, где встретился с Джоном Макдональдом. Давид Брюс стремился сохранить королевский контроль над графством Морей или предоставить графство Джону и Джорджа Данбарам, сыновьям Изабеллы Рандольф, сыновьям покойного графа Джона.
22 февраля 1371 года скончался король Шотландии Давид Брюс, не оставивший после себя потомства. Новым королём был избран Роберт II Стюарт (1371—1390), союзник Джона Макдональда. Баденох был оставлен во владении Стюартов, а Лохабер сохранил за собой Джон Макдональд. В 1372 года шотландский парламент в Скуне утвердил графство Морей за Джоном Данбаром, но он владел только равнинной частью вокруг Ивернесса. В 1376 году король Роберт Стюарт подтвердил за Джоном Макдональдом владения Колонсей, Кинтайр и Напдейл, а также Лохабер.
После 1376 года, возможно, фактическим правителем Островов был старший сын Джона от второго брака — Дональд Макдональд.
Около 1386 года Джон Макдональд скончался в замке Ардторниш в полуострове Морвен. Был похоронен на острове Айона.

## Семья и дети
Джон Макдональд был дважды женат. В 1330-х годах первым браком женился на Эми Макруари, дочери Руари мак Аллана и сестре последнего лорда Гармогана Рагналла Макруари (ум. 1346). Дети:
- Годфри Макдональд (ум. после 1389)
- Джон Макдональд (ум. до 1386), женат на Эллен, дочери Гиллеспи Кэмпбелла
- Реджинальд или Ранальд Макдональд (ум. 1386), женат на дочери Уолтера Стюарта, графа Атолла. Родоначальник клана Макдональд из Кланранальда и предок клана Макдонелл из Гленгарри.

В 1350 году развелся с первой женой и вторично женился на Маргарет Стюарт, дочери Роберта II Стюарта и Элизабет Мур. Дети:
- Дональд (? — 1423), 2-й лорд Островов (1386—1423), женат на Мэри, дочери сэра Уолтера Лесли
- Джон Мор Танистер (? — 1427), женат на Марджори Биссет, дочери сэра Хью Биссета. Родоначальник клана Макдональд из Даннивега и Гленса и предок ирландского клана Макдоннеллов из Антрима
- Александр (Алистер) Каррах (ум. ок. 1440), родоначальник клана Макдональд из Кеппоха
- Ангус Макдональд, умер бездетным
- Хью Макдональд
- Маркус Макдональд
- Мэри Макдональд, жена Лахлана Лабанаха, глава клана Маклин из Дуарта
- Элизабет Макдональд, жена Ангуса, 7-го главы клана Маккей из Стратнейвера (ум. 1433).